# Xi’an Ma700
Xi’an Ma700 – prototypowy, chiński samolot pasażerski komunikacji regionalnej.

## Historia

### Geneza
W ofercie chińskich producentów lotniczych brakowało nowoczesnych, turbośmigłowych samolotów komunikacji regionalnej. Xi’an MA60 i jego zmodernizowana wersja Xian MA600 to maszyny wywodzące się z chińskiej kopii radzieckiego An-24, samolotu Xi’an Y-7. Pomimo modernizacji koncepcyjnie są to maszyny o kilkudziesięcioletniej konstrukcji, których potencjał modernizacyjny jest mocno ograniczony. Stąd rozpoczęcie prac nad całkowicie nową konstrukcją, mającą uzupełnić flotę rodzimej konstrukcji samolotów pasażerskich, Comac ARJ21, Comac C919 o turbośmigłową maszynę komunikacji regionalnej.

### Projekt
Rozpoczęcie programu budowy nowego samolotu pasażerskiego przeznaczonego do obsługi połączeń regionalnych, firma Xi’an Aircraft Industrial Corporation ogłosiła w 2007 roku, a w roku następnym zaprezentowała jego wstępny model na wystawie China International Aviation & Aerospace Exhibition. Za cały program opracowania i budowy samolotu odpowiada właściciel Xi’an Aircraft Industrial Corporation, państwowy Aviation Industry Corporation of China (AVIC). Nowa konstrukcja, zdaniem producenta, ma łączyć w sobie niskie koszty eksploatacji, charakterystyczne dla ATR 72 z wysoką prędkością przelotową, charakterystyczną dla Bombardiera Q 400. Aby to osiągnąć, wytwórnia do napędu samolotu wybrała turbośmigłowe silniki Pratt & Whitney Canada PW150C z sześciołopatowymi śmigłami Dowty R504. Odpowiedni kontrakt z dostawcą jednostek napędowych został podpisany w czerwcu 2017 roku podczas trwania Międzynarodowego Salonu Lotniczego w Paryżu. Z kolei odpowiednia umowa z Dowty podpisana została w lipcu 2016 roku. Obok dostarczenia samych śmigieł, Dowty odpowiedzialne jest za zaprojektowanie i budowę automatycznych systemów kontroli prędkości obrotowej i skoku śmigieł. Producenci przewidują znaczny udział komponentów zagranicznych w konstrukcji samolotu. Poza silnikami między innymi również układ hydrauliczny - Parker Aerospace Hydraulic Systems. Parker będzie odpowiadał również za system sterowania fly-by-wire. Dzięki temu MA700 ma się stać pierwszym chińskim turbośmigłowym samolotem wyposażonym w tego typu rozwiązanie. Awionika Pro Line Fusion ma dostarczyć Rockwell Collins, z którą odpowiedni kontrakt na dostawę systemu podpisano pod koniec lipca 2018 roku. Próby awioniki przeznaczonej dla nowej chińskiej konstrukcji ukończono w lipcu 2019 roku. Francuski Safran ma dostarczyć generatory energii elektrycznej oraz zapasowe źródło zasilania dla samolotu. Francuski producent współpracuje również przy projekcie kół podwozia samolotu, układu hamulcowego i przyrządów sterowych. Opony podwozia dostarczy brytyjski Dunlop Tyres. Kolejny brytyjski dostawca, Meggitt, odpowiada za instalację przeciwpożarową chłodnicę oleju i zapasowy system wyświetlaczy. Eaton Corporation dostarczy elementy instalacji paliwowej. 
Obok rodzimych certyfikatów, producent planuje uzyskanie certyfikatu Federal Aviation Administration i Agencji Unii Europejskiej ds. Bezpieczeństwa Lotniczego. Dzięki temu, samolot będzie oferowany do sprzedaży na terenie Stanów Zjednoczonych i państw europejskich. Uczyni go to pierwszą maszyna chińskiej produkcji z napędem turbośmigłowym certyfikowaną przez zachodnie władze lotnicze. Na terenie samych Chin maszyna ma być zdolna do operowania z 95% lotnisk, niedostępne będą dla niej jedynie wysokogórskie porty lotnicze Tybetu. Aby temu zaradzić, w planach jest wersja z mniejszą pojemnością kadłuba, zdolna do realizacji połączeń w gorącym klimacie i na lotniskach położonych wysoko w górach. Do połowy 2019 roku producent uzyskał zamówienia od 11 operatorów na 185 samolotów. Oblot prototypu planowany był wstępnie na 2017 rok i wejście do służby dwa lata później. Nawarstwiające się opóźnienia przesuwały datę oblotu najpierw na 2018 rok i kolejno na listopad 2019 roku. Program zanotował dwuletnie opóźnienie w porównaniu z harmonogramem prac przyjętym przez wytwórnię, co opóźniło datę dziewiczego lotu.
Samolot ma być przeznaczy do obsługi lokalnych połączeń na trasach liczących 740 - 800 km, pomiędzy chińskimi średniej wielkości miastami, na których koszty eksploatacji będą najniższe. Wstępne plany zakładały budowę podstawowej wersji zdolnej zabrać na pokład 70 pasażerów. Najnowsze plany zakładają możliwość przewozu, w zależności od konfiguracji foteli, od 78 do 86 pasażerów. Mają oni dysponować kabiną pasażerską o wysokości 1,97 m i szerokości 2,618 m. Pasażerowie mają dysponować szerszymi fotelami i większymi schowkami na bagaż podręczny a kabina ma być lepiej wyciszona, w porównaniu do wersji MA60 i MA600.
W 2016 roku rozpoczęły się próby obciążeniowe skrzydeł MA700. Formalne zakończenie prac projektowych odbyło się w połowie 2018 roku. W listopadzie tego samego roku rozpoczęto budowę pierwszego prototypu o numerze 10001, przeznaczonego do prób statycznych. W lipcu 2019 roku ukończono kadłub a pod koniec września tego samego roku, połączono z nim skrzydła. 27 marca 2020 roku, prototyp przekazany został do realizacji prób statycznych. W styczniu 2020 roku, producent poinformował o rozpoczęciu montażu prototypu lotnego MA700. Z dużym prawdopodobieństwem można przyjąć, iż pandemia COVID-19 opóźniła harmonogram prac nad prototypem. Nieoficjalne informacje o kolejnym przesunięciu daty oblotu samolotu pojawiły się w marcu 2020 roku.
Pokłosiem podpisanego w 2017 roku kontaktu z kanadyjskim producentem silników, było złożenie w 2018 roku przez Pratt & Whitney Canada prośby o zezwolenie eksportowe swoich silników do Chin. Zdaniem kanadyjskiej rządowej agencji Global Affairs Canada zgody nie udzielono już w 2020 roku. Jednak dopiero w 2021 roku, producent silników oficjalnie potwierdził rządową decyzję. Stawia to pod znakiem zapytanie przyszłość projektu MA700. Program już zanotował opóźnienia a brak kanadyjskich silników, zmusi chińskich projektantów po sięgnięcie po inne jednostki. Z jednej strony dostępne na rynku dla chińskiego producenta silniki, nie dysponują odpowiednią mocą. Z drugiej zaś strony, przeprojektowanie płatowca i jego instalacji pod kątem nowych silników, powiększy opóźnienie w harmonogramie projektu.

## Zamówienia
Uzyskane certyfikaty pozwolą chińskiemu producentowi promować samolot na europejskim i amerykańskim rynku. W dalszej kolejności MA700 ma być oferowany dotychczasowym użytkownikom samolotów MA60 i MA600. Według informacji producenta, w 2020 roku dysponował on portfelem liczącym 285 zamówień od 11 odbiorców. Niewykluczona jest również próba ekspansji na duży rynek rosyjski. Producent nie wyklucza budowy wersji o dłuższym lub krótszym kadłubie jak również wersji specjalistycznych, w tym będących bazą dla zastosowań wojskowych.

## Konstrukcja
Wolnonośny górnopłat z usterzeniem w kształcie litery T. Samolot ma być napędzany dwoma silnikami turbośmigłowymi Pratt & Whitney Canada PW150C. Początkowo plany zakładały wykorzystanie jednostki Pratt & Whitney Canada PW127 ale ostatecznie wybór padł na mocniejsze PW150C. Podwozie chowane z przednim podparciem. Podwozie główne chowane do wnęk w bocznych przykadłubowych owiewkach a przednie do wnęki w kadłubie. Awionika Pro Line Fusion obejmuje cztery, duże wielofunkcyjne kolorowe wyświetlacze, radar pogodowy MultiScan. Mapy cyfrowe z opcją nakładania mapy pogodowej, system zarządzania lotem.